# Thomas Pötz

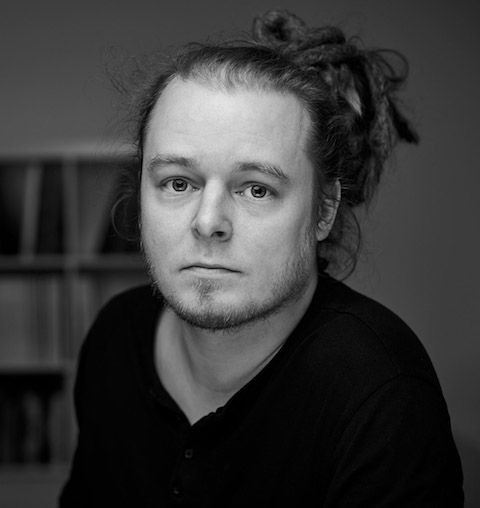
Thomas Pötz (2017)

Thomas Pötz (Künstlername: KAVA) (* 1. März 1981 in Wien) ist ein österreichischer Musiker, Filmkomponist, Sounddesigner und Filmtonmeister.

## Leben
Von 1998 bis 1999 wurde Thomas Pötz zum Tontechniker ausgebildet. Er ist Geschäftsführer des Tonstudios Lametta Audio in Wien und produziert für Fabrique Records. 2017 gewann Pötz den österreichischen Filmpreis für die Beste Tongestaltung mit Maikäfer flieg. 2019 wurde er mit dem österreichischen Filmpreis für Cops ausgezeichnet und 2020 für Nevrland.
Pötz ist Mitglied der Akademie des Österreichischen Films der Europäischen Filmakademie und des Verbandes Österreichischer SounddesignerInnen.

## Diskografie (Auswahl)
Alben
- The empty hall sessions (2004; Fabrique Records)
- The gugging album (2008; Fabrique Records)
- Seven echoes (2010; Fabrique Records)
- Material (2018) Vitamine Source Records

Singles und EPs
- Turning Point / Early Breakfast / Damascus (1999; Advance Records)
- Blink (2000; Advance Records)
- Hidden & direct (2002; Fabrique Records)
- Blue Man (2004; Fabrique Records)

## Filmografie (Auswahl)
- Sold out – from street to stadium (2001, Sounddesign & Tonmischung)
- UNIVERSUM – Gengis Khan (2005, Sounddesign & Tonmischung)
- La Mémoire des enfants (2007, Sounddesign & Tonmischung)
- Zurück zu einem unbekannten Anfang (2007, Sounddesign & Tonmischung)
- FaCeTTen (2007, Sounddesign & Tonmischung)
- UNIVERSUM – Vivaldi – der Rote Priester (2008, Sounddesign & Tonmischung)
- UNIVERSUM – Leise rieselt der Schnee (2008, Sounddesign & Tonmischung)
- Aufschneider (2009, Sounddesign & Tonmischung)
- Die Lottosieger Staffel 2 (2010, Sounddesign & Tonmischung)
- Der wilde Gärtner (2010, Sounddesign & Tonmischung)
- One Way Trip 3D (2011, Sounddesign & Tonmischung)
- Die Lottosieger Staffel 2 (2011, Sounddesign & Tonmischung)
- Braunschlag (2011, Sounddesign & Tonmischung)
- Den letzten fressen die Fliegen (2012, Sounddesign & Tonmischung)
- Der Fall Wilhelm Reich (2012, Sounddesign & Tonmischung)
- Meine Keine Familie (2012, Tonmischung)
- Population Boom (2013, Sounddesign & Tonmischung)
- Die Werkstürmer (2013, Sounddesign & Tonmischung)
- Eden (2014, Sounddesign & Tonmischung)
- Boͤsterreich (2014, Sounddesign & Tonmischung)
- Tatort: Gier (2014, Sounddesign & Tonmischung)
- Cern (2014, Sounddesign & Tonmischung)
- Ein Augenblick Leben (2014, Tonmischung)
- Das große Museum (2014, Tonmischung)
- Altes Geld (2015, Sounddesign & Tonmischung)
- Alles unter Kontrolle (2015, Sounddesign & Tonmischung)
- Tatort: Die Kunst des Krieges (2015, Sounddesign & Tonmischung)
- Drei Eier im Glas (2015, Sounddesign & Tonmischung)
- Einer von uns – One Of Us (2015, Tonmischung)
- Wie die anderen (2015, Tonmischung)
- Maikäfer flieg (2016, Sounddesign & Tonmischung)
- Futurebaby (2016, Tonmischung)
- Landkrimi – Höhenstraße (2016, Sounddesign & Tonmischung)
- Beyond – An African Surf Documentary (2017, Tonmischung)
- Die Dritte Option (2017, Tonmischung)
- Tracking Edith / Auf Ediths Spuren (2017, Tonmischung)
- The Green Lie (2018, Sounddesign & Tonmischung)
- Cops (2018, Sounddesign & Tonmischung)
- Nevrland (2019, Sounddesign)
- Der Onkel – The Hawk (2022)
- 2023: Abenteuer Weihnachten – Familie kann nie groß genug sein (Fernsehfilm)

## Filmmusik
- 2023: Biester Staffel 1 (TV Serie 8 × 45 min)
- 2023: SOKO Linz – „Schlafende Hunde“
- 2023: Abenteuer Weihnachten – Familie kann nie groß genug sein (Fernsehfilm)

## Preise und Nominierungen

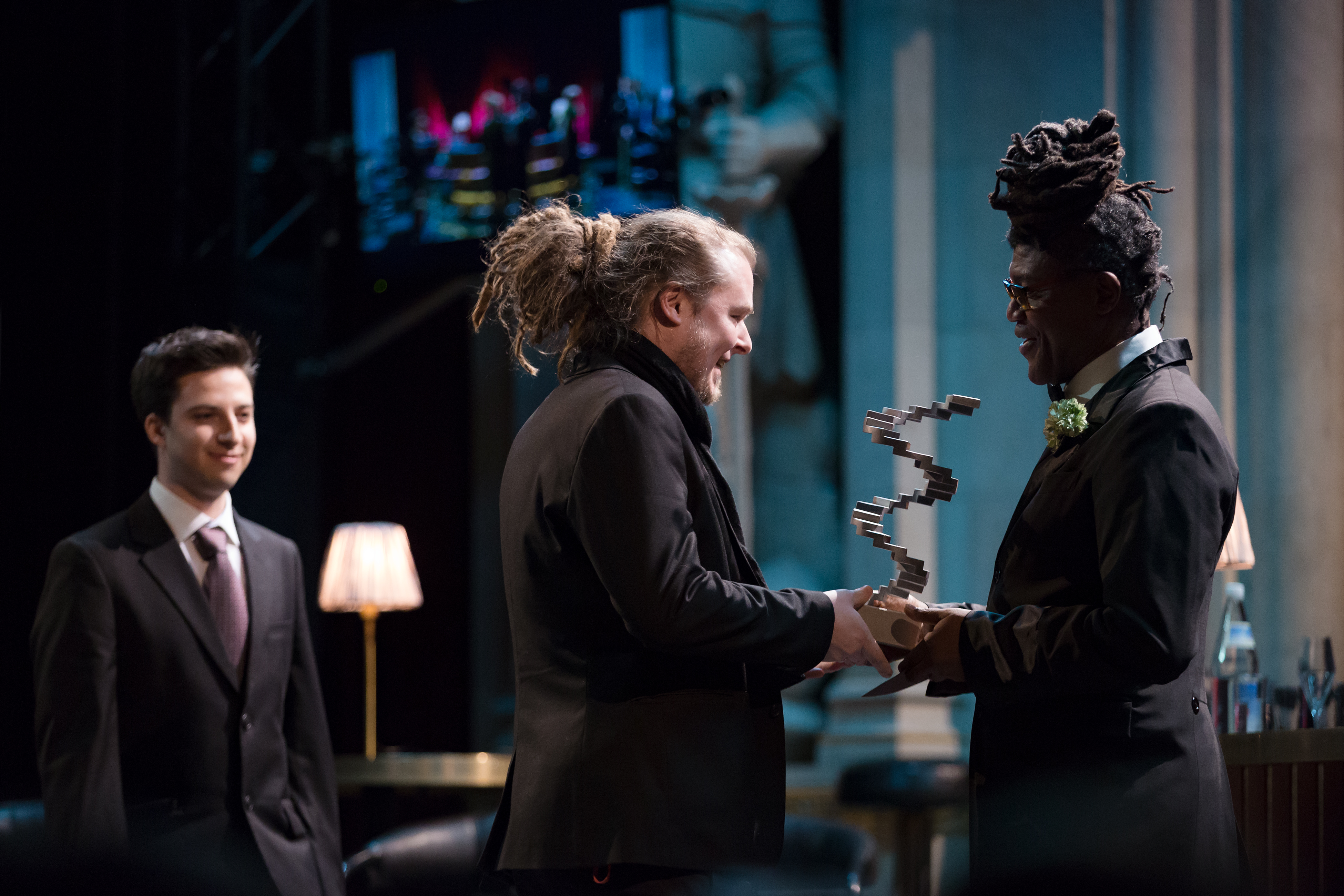
Thomas Pötz mit dem Österreichischen Filmpreis 2017

- 2012: Preis für die beste Tongestaltung beim Filmkunstfest Mecklenburg-Vorpommern für „Wie Man Leben Soll“
- 2017: Auszeichnung in der Kategorie beste Tongestaltung beim Österreichischen Filmpreis für die Produktion „Maikäfer Flieg!“ und Nominierung für „Alles Unter Kontrolle“[2]
- 2019: Auszeichnung in der Kategorie beste Tongestaltung beim Österreichischen Filmpreis für die Produktion „Cops“.[3]
- 2020: Auszeichnung in der Kategorie beste Tongestaltung beim Österreichischen Filmpreis für die Produktion „Nevrland“